# دويل ياردلي
دويل ياردلي (بالإنجليزية: Doyle Yardley)‏ هو عسكري أمريكي، ولد في 21 أبريل 1913، وتوفي في 23 أبريل 1946.